# روپوست (گیاه‌شناسی)

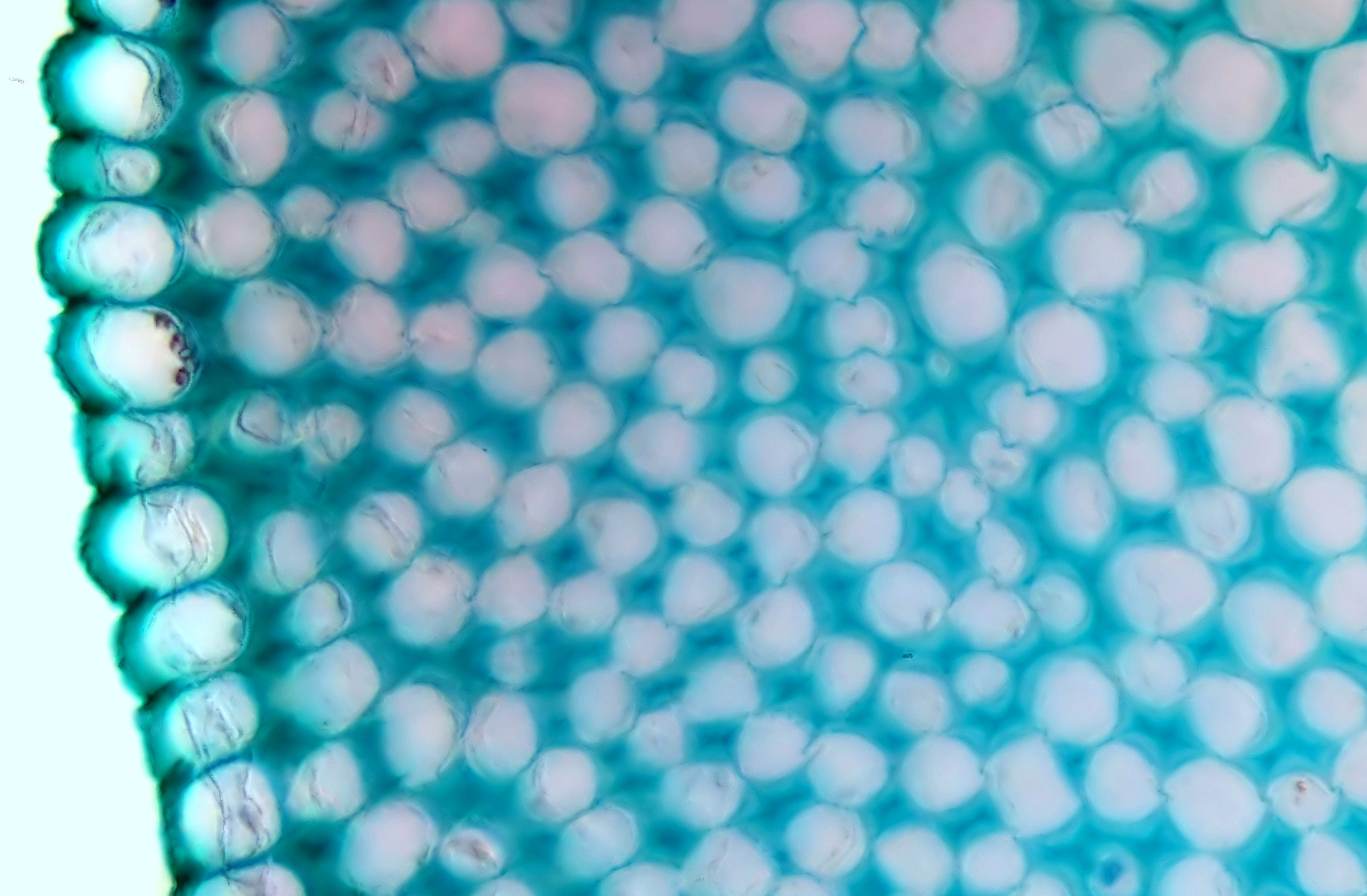
روپوست در برگ گیاه گزنه‌سای قرمز(لایه یاخته های روشن در سطح)

روپوست گروهی معمولا یک‌لایه‌ای از یاختەها می‌باشند که روی برگ‌ها، گل‌ها، ریشه‌ها، و شاخه‌های گیاهان را پوشش می‌دهند. این لایه، مرزی میان گیاه و محیط پیرامونی‌اش را پدیدمی‌آورد.
روپوست در جلوگیری از هدرروی آب(با استفاده از لایه پوستک روی آن) - داد و ستد گازها، تراوش ماده‌های دگرگشتی، و درون‌کشی آب و کانی‌ها (به‌ویژه در ریشه‌ها) نقش دارد روپوست در ساقه جوان ریشه جوان و برگ به همراه پوستر که قرار دارد اما ریشه مسن و ساقه مسن گیاه دو لپه رو پوست ندارند بلکه پیراپوست دارند.برخی یاخته های روپوست تمایز یافته و زنده میشوند(البته در اندام های هوایی گیاه) و میتوانند به یاخته های ترشحی، نگهبان روزنه و کُرک تبدیل شوند. یاخته های نگهبان روزنه برخلاف یاخته های روپوست و یاخته های ترشحی و کُرک، میتوانند فتوسنتز انجام دهند.
اپیدرم خارجی ترین لایه سلولی بدن گیاه اولیه است.  در برخی آثار قدیمی‌تر، سلول‌های اپیدرم برگ به‌عنوان سلول‌های پارانشیم تخصصی در نظر گرفته می‌شوند، [1] اما ترجیح مدرن از دیرباز طبقه‌بندی اپیدرم به عنوان بافت پوستی بوده است، [2] در حالی که پارانشیم به عنوان بافت زمین طبقه‌بندی می‌شود.  ]  اپیدرم جزء اصلی سیستم بافت پوستی برگها (نمودار زیر) و همچنین ساقه، ریشه، گل، میوه و دانه است.  معمولاً شفاف است (سلول های اپیدرم کلروپلاست کمتری دارند یا به طور کامل فاقد آنها هستند، به جز سلول های محافظ.
سلول های اپیدرم از نظر ساختاری و عملکردی متغیر هستند.  اکثر گیاهان دارای اپیدرمی هستند که یک لایه تک سلولی ضخامت دارد.  برخی از گیاهان مانند Ficus elastica و Peperomia که دارای یک تقسیم سلولی پریکلینال در پروتودرم برگ ها هستند، دارای اپیدرم با لایه های سلولی متعدد هستند.  سلول های اپیدرمی به طور محکم به یکدیگر متصل هستند و استحکام مکانیکی و محافظت از گیاه را فراهم می کنند.  به ویژه، سلول‌های روسازی مواج نقشی محوری در پیشگیری یا هدایت ترک‌های اپیدرم دارند.[4]  دیواره‌های سلول‌های اپیدرمی قسمت‌های بالای زمینی گیاهان حاوی کوتین هستند و با کوتیکول پوشیده شده‌اند.  کوتیکول از دست دادن آب به جو را کاهش می دهد، گاهی اوقات با موم در صفحات صاف، گرانول ها، صفحات، لوله ها یا رشته ها پوشانده می شود.  لایه های موم به برخی از گیاهان رنگ سطحی مایل به سفید یا آبی می دهد.  موم سطحی به عنوان یک مانع رطوبتی عمل می کند و گیاه را در برابر نور شدید خورشید و باد محافظت می کند.
بافت اپیدرمی شامل چندین نوع سلول متمایز می شود: سلول های اپیدرمی، سلول های نگهبان، سلول های فرعی و موهای اپیدرمی (تریکوم).  سلول های اپیدرمی بیشترین تعداد، بزرگترین و کمتر تخصصی ترین سلول ها هستند.  اینها معمولاً در برگهای تک لپه ای درازتر از برگهای دو لپه ای هستند.